# Mischocyttarus oreophilus
Mischocyttarus oreophilus är en getingart som beskrevs av Zikan 1949. Mischocyttarus oreophilus ingår i släktet Mischocyttarus och familjen getingar. Inga underarter finns listade i Catalogue of Life.